# 지크프리트 바그너

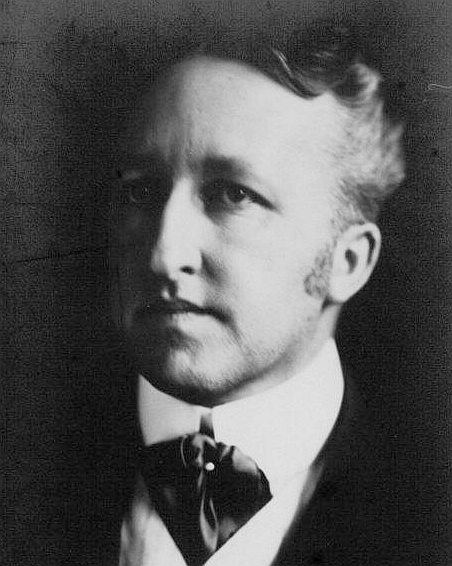
지크프리트 바그너

지크프리트 헬페리히 리하르트 바그너(독일어: Siegfried Helferich Richard Wagner, 1869년 6월 6일 ~ 1930년 8월 4일)는 독일의 작곡가, 지휘자, 연출가로 리하르트 바그너와 코지마 바그너(프란츠 리스트의 딸)의 아들로 프란츠 리스트의 손자이다. 성으로 부르는 부친과 달리 이름으로만 불리는 작곡가이다.

## 생애
1869년 6월 6일 스위스 루체른 호숫가의 트립센에서 태어났다.
당초는 부친 리하르트가 반드시 음악가의 길을 강제하지 않았던 것도 있어, 처음엔 건축가에 뜻을 두어 건축학을 전공하였다. 하지만 서서히 후계자이자 작곡가로서의 사명감에 눈을 떠 부친에게 부탁하여 부친의 조수 엥겔베르트 훔퍼딩크에게 사사, 작곡을 배웠다. 작곡가로서는 다작으로 오페라의 작곡수는 19개로 아버지보다 많고 대본도 직접 집필했다. 이 밖에 교향시 협주곡 등 기악곡도 만들었다. 다만 그의 작품은 생전에 평가가 높지 않아 오늘날의 표준 레퍼토리로 되돌아온 것이 하나도 없다. 1896년에는 바이로이트 음악제인 니벨룽의 반지로 지휘자로도 데뷔했다. 지휘자로서는 상당한 실력을 갖추고 있어 바이로이트 축제의 한때를 지탱하는 한편 독일 각지에서도 순회공연을 펼쳤다. 1908년부터는 이 음악제의 종신예술감독으로 취임해 몇 가지 신연출도 맡았다.후년의 「트리스탄」에서는 무대를 간소화한 다음, 최신의 조명 기술을 적극적으로 구사하는 등, 신바이로이트 양식의 주행이라고도 말할 수 있는 혁신적 시도도 실시했지만, 1930년, 어머니 코지마의 뒤를 쫓듯이 바이로이트에서 심장 발작으로 타계했다.
1. 빌란트 (1917년 - 1966년)
2. 프리델린데 (1918년 - 1991년 5월 8일)
3. 볼프강 (1919년 - 2010년)
4. 베레나 (1920년 - 2019년)

이 밖에 지크프리트는 목사의 딸과 사생아 발터 아이군(Walter Aign)을 두었다.발터는 지크프리트 존명 중 바이로이트 축제가극장 코레페티토르에 고용됐으나 지크프리트 사망 후 부인 비니프레트 윌리엄스가 극장 운영을 지배하면서 해고됐다.
지크프리트는 말년에 오케스트라를 지휘하며 몇 가지 녹음을 남겼다. 녹음은 모두 자신 및 아버지 리하르트의 작품이며, 그 중에는 리하르트가 지크프리트와 어머니 코지마를 위해 작곡한 지크프리트 목가도 포함되어 있다.

## 주요 작품 목록

### 오페라
- 곰가죽 입은 남자 (Der Bärenhäuter) (1898)
- 장난꾸러기 공작 (Herzog Wildfang)
- 도깨비 (Der Kobold) (1903)
- 쾌활한 형제 (Bruder Lustig)
- 별의 법칙 (Sternengebot) (1906)
- 바나디트리히 (Banadietrich) (1909)
- 흑조의 왕국 (Schwarzschwanenreich) (1910)
- 태양의 화염 (Sonnenflammen) (1912)
- 이교도의 왕 (Der Heidenkönig) (1913)
- 평화의 천사 (Der Friedensengel) (1914)
- 다 작은 모자 잘못이다 (An allem ist Hütchen schuld!) (1915)
- 사랑의 희생 (Das Liebesopfer) (1917)
- 마리엠부르크의 대장장이 (Der Schmied von Marienburg) (1920)
- 라이눌프와 아델라지아 (Rainulf und Adelasia) (1922)
- 신성한 보리수 (Die Heilige Linde) (1927)
- 광기의 희생물 (Wahnopfer) (1928)
- 바라문트 (Walamund) (1928-29)
- 베른하르트 (Wernhart) (1929)
- 각자 모두가 받은 작은 저주 (Das Flüchlein, das Jeder mitbekam) (1929)

### 연주회용 작품
- 교향곡 다장조 (Symphonie in C) (1925 – 27)
- 교향시 《동경(憧憬)》 (Sehnsucht) (프리드리히 실러의 시에 의한 교향시) (1895 이전)
- 교향시 《행복》(Glück) (1923)
- 스케르초 《만약 이 세상에 악마가 넘치면》(Und wenn die Welt voll Teufel wär) (1922)
- 바이올린 협주곡 마단조 (Konzert für Violine mit Begleitung des Orchesters) (1916)
- 플루트 소협주곡 (Konzert stück für Flöte und Kleines Orchester)